# Sindre André Eggen
Sindre André Eggen (26 marzo 1998) è un giocatore di calcio a 5 e calciatore norvegese, difensore del Sjarmtrollan e centrocampista del Senja.

## Carriera
Eggen è cresciuto nelle giovanili del Salangen, per cui ha debuttato in prima squadra nel corso del 2014. Attivo anche nel calcio a 5, come reso possibile dai regolamenti della federazione norvegese, a partire dal campionato 2017-2018 ha giocato per il Sjarmtrollan, compagine militante nell'Eliteserie.
Per quanto concerne l'attività calcistica, a partire dal 2018 ha vestito la maglia del Senja, in 3. divisjon. In quella stessa stagione, ha contribuito alla promozione in 2. divisjon del suo club.
Dopo aver vinto il campionato 2018-2019 con il Sjarmtrollan, in data 21 settembre 2019 ha esordito per la Nazionale di calcio a 5 della Norvegia, in occasione del pareggio per 1-1 arrivato contro il Turkmenistan: ha trovato anche una rete nel corso di quella partita.